# Друсковиц, Хелена фон
Хелена фон Друсковиц (нем. Helene von Druskowitz; 2 мая 1856 — 31 мая 1918) — австро-венгерский философ, писательница и музыкальный критик|. Вторая женщина в истории, получившая степень доктора наук по философии. Обычно публиковалась под мужским псевдонимом из-за господствовавшего тогда в Германии сексизма.

## Биография
Хелена фон Друсковиц родилась в Вене. 
В 1874 году она переехала в Цюрих, где закончила свою учёбу в 1878 году. Она изучала философию, археологию, немецкую литературу, востоковедение и иностранные языки, и стала первой женщиной из Австрии и второй после Стефании Волицкой (Stefania Wolcka), которая получила степень доктора наук по философии, защитив диссертацию по произведению Байрона «Дон Жуан». Затем она работала учителем истории литературы в разных университетах (в Вене, Цюрихе, Мюнхене и Базеле). Она путешествовала по Северной Африке, Франции, Италии и Испании перед возвращение в Вену. В 1881 году она познакомилась с Марией фон Эйбнер-Эшенбах (Marie von Ebner-Eschenbach), которая представила её в литературных кругах. Три года спустя она познакомилась с Лу Андреас Саломе (Lou Andreas Salomé) и Фридрихом Ницше. Хелена стала одной из счастливых немногочисленных обладателей копии его четвёртой книги «Так говорил Заратустра» (нем. Also sprach Zarathustra), опубликованной за счёт автора. Однако отношения с Ницше не продлились долгое время.
После смерти брата в 1886 году у Хелены начались близкие отношения с оперной певицей Терезой Малтен, тогда же у неё начались проблемы с алкоголем и наркотиками. Мать Хелены умерла в 1888 году. После разрыва отношений с Терезой в 1891 году, она окончательно увязла в алкоголизме и была помещена в психиатрическую лечебницу в Дрездене. Несмотря на это, Хелена продолжала писать и публиковать свои работы до 1905 года. Она помогла основать такие феминистические журналы, как «Святая борьба» (нем. Der heilige Kampf) и «Вражеский звонок» (нем. Der Federuf). Друсковиц критиковала религию, сексизм, и после её разрыва с Ницше — его философию.
Умерла в конце мая 1918 года в Майер-Оклинге, проведя последние 27 лет жизни в психиатрической лечебнице.